# Вейкфілд (Канзас)
Вейкфілд (англ. Wakefield) — місто (англ. city) в США, в окрузі Клей штату Канзас. Населення — 858 осіб (2020).

## Географія
Вейкфілд розташований за координатами 39°12′59″ пн. ш. 97°1′6″ зх. д. / 39.21639° пн. ш. 97.01833° зх. д. (39.216488, -97.018272).  За даними Бюро перепису населення США в 2010 році місто мало площу 1,29 км², уся площа — суходіл.

## Демографія
Згідно з переписом 2010 року, у місті мешкало 980 осіб у 357 домогосподарствах у складі 272 родин. Густота населення становила 759 осіб/км².  Було 413 помешкання (320/км²).
Расовий склад населення:
| - 94,7 % — білих - 0,6 % — корінних американців - 0,5 % — азіатів - 0,4 % — чорних або афроамериканців |

До двох чи більше рас належало 3,5 %. Частка іспаномовних становила 3,5 % від усіх жителів.
За віковим діапазоном населення розподілялося таким чином: 28,8 % — особи молодші 18 років, 56,1 % — особи у віці 18—64 років, 15,1 % — особи у віці 65 років та старші. Медіана віку мешканця становила 35,5 року. На 100 осіб жіночої статі у місті припадало 93,7 чоловіків;  на 100 жінок у віці від 18 років та старших — 85,1 чоловіків також старших 18 років.
Середній дохід на одне домашнє господарство  становив 66 690 доларів США (медіана — 64 167), а середній дохід на одну сім'ю — 68 051 долар (медіана — 69 219). За межею бідності перебувало 6,1 % осіб, у тому числі 5,0 % дітей у віці до 18 років та 1,8 % осіб у віці 65 років та старших.
Цивільне працевлаштоване населення становило 390 осіб. Основні галузі зайнятості: освіта, охорона здоров'я та соціальна допомога — 27,7 %, публічна адміністрація — 15,9 %, роздрібна торгівля — 15,6 %.